# Cartilage cunéiforme

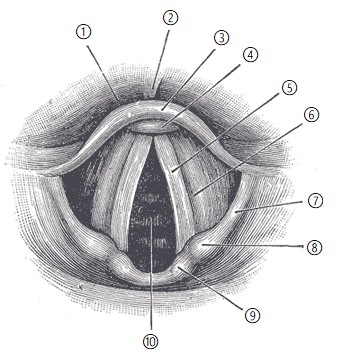
Vue laryngoscopique des cordes vocales : 1 Vallécule - 2 Repli glosso-épiglottique médian - 3 Épiglotte - 4 Tubercule de l'épiglotte - 5 Corde vocale - 6 Pli vestibulaire - 7 Repli ary-épiglottique - 8 Cartilage cunéiforme - 9 Cartilage corniculé - 10 Trachée

Les cartilages cunéiformes, cartilages de Wrisberg ou cartilages de Morgagni sont de petits cartilages pairs, inconstants, situés dans le larynx, au niveau du pli ary-épiglottique.

## Étymologie
Le terme cunéiforme vient du latin cuneus (coin) et veut dire "en forme de coin" . Les autres appellations font référence à l'anatomiste et gynécologue allemand Heinrich August Wrisberg et à l'anatomiste et anatomopathologie italien Jean-Baptiste Morgagni qui en ont fait des premières descriptions.

## Anatomie
Ce sont des cartilages pairs, allongés, cylindriques, situés en avant et en dehors des cartilages aryténoïdes et des cartilages corniculés. Ils sont situés dans les replis muqueux ary-épiglottiques, et sont responsables d'un petit renflement visible en laryngoscopie, appelés tubercules cunéiformes.
Ce sont des fibro-cartilages mesurant 8  à   10 mm de long et 1,5  à   2 mm de large. Ils sont situés à environ 7 mm en avant des cartilages corniculés. Ils peuvent être composés de plusieurs noyaux, cylindroïdes, mais sont le plus souvent aplatis transversalement et prennent une forme d'angle leur donnant le nom de cunéiforme. L'extrémité inférieure est effilée, et peut donner l'insertion à un ligament le reliant au bord latéral de la base du cartilage aryténoïde, tandis que l'extrémité supérieure est plus élargie, arrondie et dirigée vers le repli ary-épiglottique.